# Pierre Coquelin de Lisle
Pierre Coquelin de Lisle, född 19 juli 1900 i Lille, död 22 juli 1980 i Ivry-sur-Seine, var en fransk sportskytt.
Han blev olympisk guldmedaljör i gevär vid sommarspelen 1924 i Paris.